# Municipio Macharetí
Das Municipio Macharetí ist ein Verwaltungsbezirk im Departamento Chuquisaca im südamerikanischen Anden-Staat Bolivien.

## Lage im Nahraum
Das Municipio Macharetí ist eines von drei Municipios der Provinz Luis Calvo und umfasst deren östlichen Bereich. Es grenzt im Norden an das Departamento Santa Cruz, im Westen an das Municipio Huacaya, im Süden an das Departamento Tarija und im Osten an die Republik Paraguay.
Das Municipio erstreckt sich etwa zwischen 20° 22' und 21° 00' südlicher Breite und 62° 13' und 63° 33' westlicher Länge, seine Ausdehnung von Westen nach Osten beträgt 135 Kilometer, von Norden nach Süden 65 Kilometer.
Das Municipio umfasst 72 Gemeinden (localidades), der zentrale Ort des Municipios ist die Ortschaft Macharetí mit 1823 Einwohnern (Volkszählung 2012) im westlichen Teil des Municipios.

## Geographie
Das Municipio Macharetí liegt in den wechselfeuchten Tropen am Nordrand des bolivianischen Chaco östlich der nord-südlich verlaufenden Voranden-Kette der Serranía Aguaragüe.
Die Jahresdurchschnittstemperatur der Region liegt bei 25 °C, die Monatswerte schwanken zwischen knapp 20 °C im Juni und Juli und 29 °C im Dezember und Januar. Das Klima ist semihumid und weist eine deutliche Trockenzeit von Mai bis September auf, der Jahresniederschlag beträgt weniger als 700 mm, von Dezember bis März werden Monatswerte von 100 bis 140 mm erreicht.

## Bevölkerung
Die Einwohnerzahl ist in den 1990ern um etwa ein Drittel angestiegen, hat zwischen 2001 und 2024 jedoch stagniert:
| Jahr | Einwohner | Quelle       |
| ---- | --------- | ------------ |
| 1992 | 5654      | Volkszählung |
| 2001 | 7386      | Volkszählung |
| 2012 | 7062      | Volkszählung |
| 2024 | 7245      | Volkszählung |

Die Bevölkerungsdichte bei der letzten Volkszählung von 2024 betrug 0,94 Einwohner/km², der Alphabetisierungsgrad bei den über 6-Jährigen lag im Jahr 2001 bei 70,9 Prozent. Die Lebenserwartung der Neugeborenen betrug 69,1 Jahre, die Säuglingssterblichkeit war von 7,6 Prozent (1992) auf 4,3 Prozent im Jahr 2001 zurückgegangen.
98,2 Prozent der Bevölkerung sprechen Spanisch, 19,2 Prozent sprechen Guaraní und 2,2 Prozent sprechen Quechua. (2001)
77,1 Prozent der Bevölkerung haben keinen Zugang zu Elektrizität, 44,6 Prozent leben ohne sanitäre Einrichtung (2001).
73,8 Prozent der 1.503 Haushalte besitzen ein Radio, 18,4 Prozent einen Fernseher, 35,3 Prozent ein Fahrrad, 5,1 Prozent ein Motorrad, 12,4 Prozent ein Auto, 16,3 Prozent einen Kühlschrank, und 0,6 Prozent ein Telefon. (2001)

## Politik
Ergebnis der Regionalwahlen (concejales del municipio) vom 4. April 2010:
| Wahl- berechtigte |  | Wahl- beteiligung | gültige Stimmen |  | MAS-IPSP | C.S.T. | LIDER | MSM   |
| ----------------- |  | ----------------- | --------------- |  | -------- | ------ | ----- | ----- |
| 2.954             |  | 2.563             | 2.105           |  | 1.217    | 721    | 156   | 11    |
|                   |  | 86,8 %            | 82,1 %          |  | 57,8 %   | 34,3 % | 7,4 % | 0,5 % |

Ergebnis der Regionalwahlen (elecciones de autoridades políticas) vom 7. März 2021:
| Wahl- berechtigte |  | Wahl- beteiligung | gültige Stimmen |  | MAS-IPSP | CST     | UNIDOS | BSTH   | C-A    | MNR    |
| ----------------- |  | ----------------- | --------------- |  | -------- | ------- | ------ | ------ | ------ | ------ |
| 4.007             |  | 3.229             | 2.647           |  | 1.409    | 967     | 89     | 78     | 68     | 36     |
|                   |  | 80,58 %           | 81,98 %         |  | 53,23 %  | 36,53 % | 3,36 % | 2,95 % | 2,57 % | 1,36 % |

## Gliederung
Das Municipio Macharetí untergliederte sich bei der Volkszählung von 2012 in die folgenden sechs Kantone (cantones):
- 01-1003-01 Kanton Macharetí – 30 Gemeinden – 2.668 Einwohner (2001: 1.499 Einwohner)
- 01-1003-02 Kanton Ñancorainza – 9 Gemeinden – 561 Einwohner (2001: 613 Einwohner)
- 01-1003-03 Kanton Ivo – 7 Gemeinden – 775 Einwohner (2001: 968 Einwohner)
- 01-1003-04 Kanton Camatindi – 2 Gemeinden – 333 Einwohner (2001: 662 Einwohner)
- 01-1003-05 Kanton Carandayti – 15 Gemeinden – 1.549 Einwohner (2001: 2.356 Einwohner)
- 01-1003-06 Kanton Tiguipa – 5 Gemeinden – 1.176 Einwohner (2001: 1.208 Einwohner)

## Ortschaften im Municipio Macharetí
- Kanton Macharetí
  - Macharetí 1823 Einw.

- Kanton Ñancorainza
  - Ñancorainza 492 Einw.

- Kanton Ivo
  - Ivo 312 Einw.

- Kanton Camatindi
  - Camatindi 303 Einw.

- Kanton Carandayti
  - Carandayti 253 Einw.

- Kanton Tiguipa
  - Tiguipa 475 Einw.